# Árvore da vida

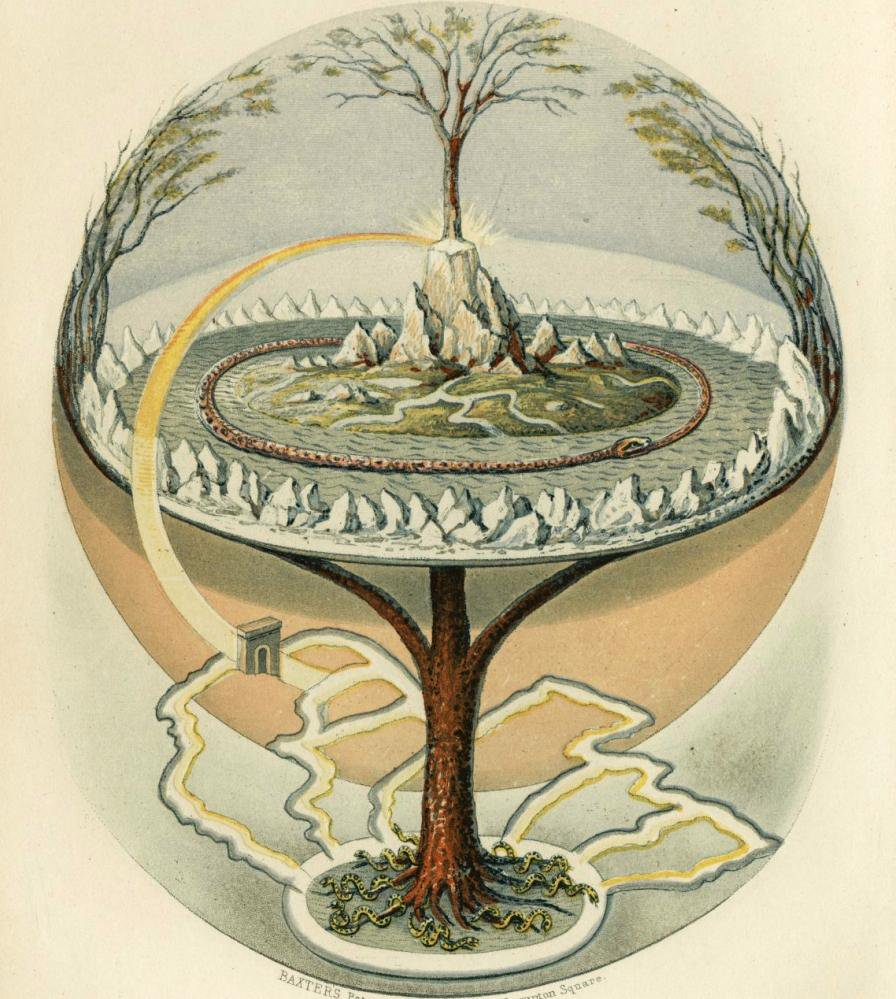
Uma representação de 1847 da Yggdrasil, conforme descrito no Edda em prosa islandês por Oluf Olufsen Bagge.

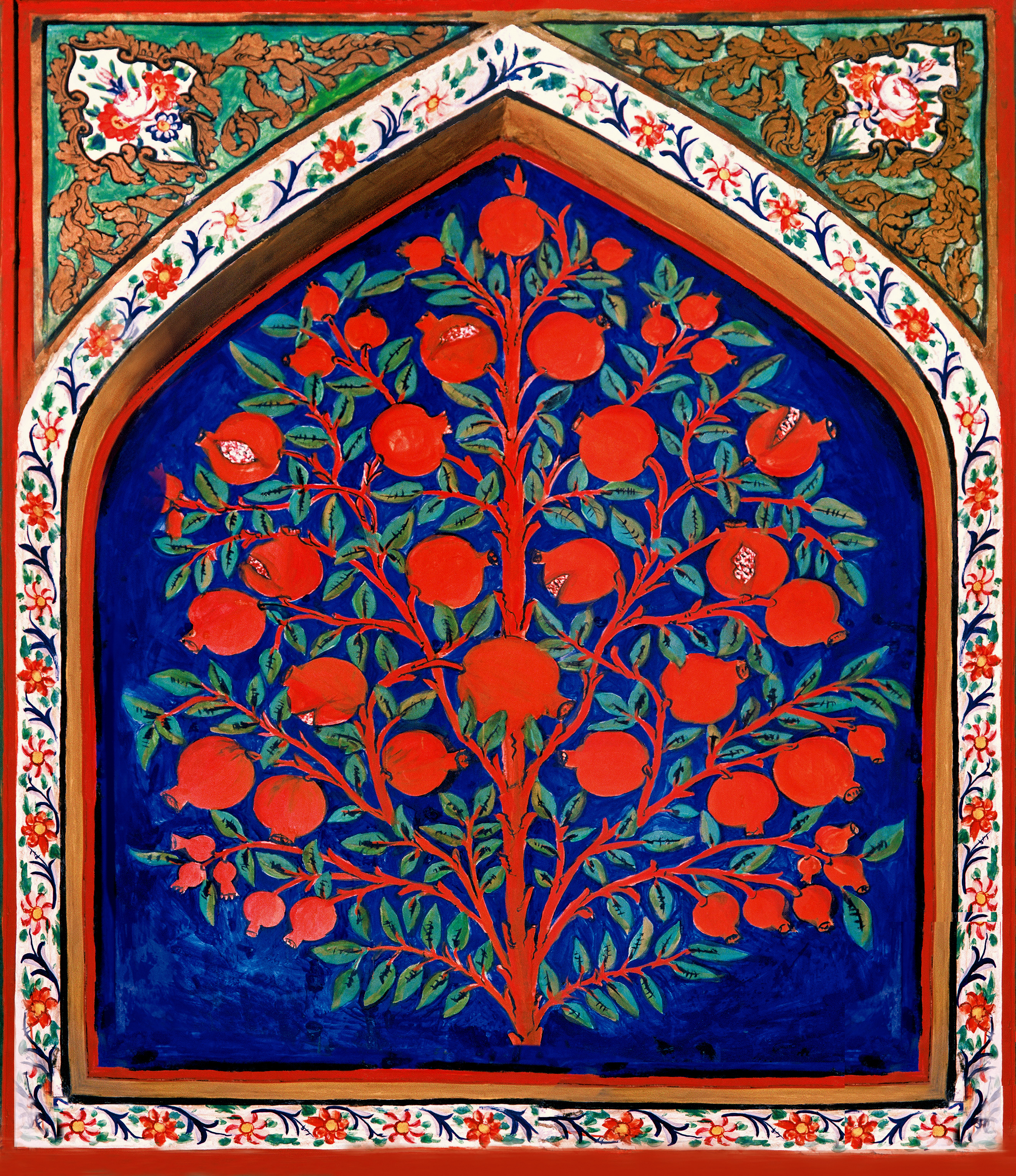
Representação do século XVII da árvore da vida no Palácio de Shaki Khan, Azerbaijão

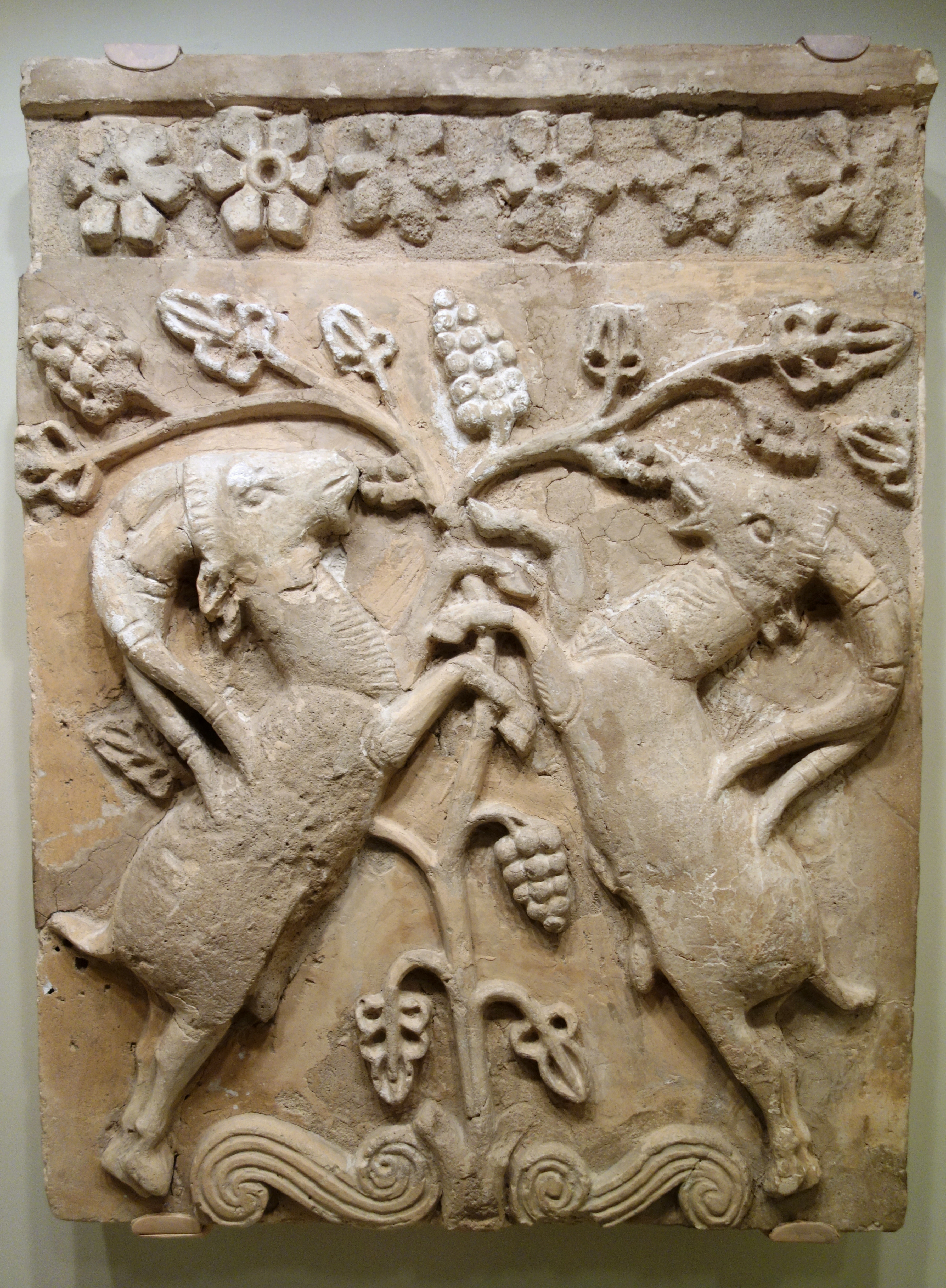
Animais em confronto, aqui íbexes, ladeiam uma árvore da vida, um motivo muito comum na arte do antigo Oriente Próximo e do Mediterrâneo

A árvore da vida é um arquétipo fundamental em muitas das tradições mitológicas, religiosas e filosóficas do mundo. Está intimamente relacionada ao conceito de árvore sagrada. O conceito da árvore da vida pode ter se originado na Ásia Central e foi absorvido por outras culturas, como a mitologia escandinava e o xamanismo de Altai.
A árvore do conhecimento, que conecta o céu e o submundo, e a árvore da vida, que conecta todas as formas de criação, são ambas formas da árvore do mundo ou árvore cósmica, e são retratadas em várias religiões e filosofias como a mesma árvore.

## Religião e mitologia
Várias árvores da vida são contadas no folclore, na cultura e na ficção, geralmente relacionadas à imortalidade ou à fertilidade. Elas tiveram sua origem no simbolismo religioso. De acordo com a professora Elvyra Usačiovaitė, uma imagem "típica" preservada na iconografia antiga é a de duas figuras simétricas de frente uma para a outra, com uma árvore no meio. Os dois personagens podem representar governantes, deuses e até mesmo uma divindade e um seguidor humano.

### Mesopotâmia antiga

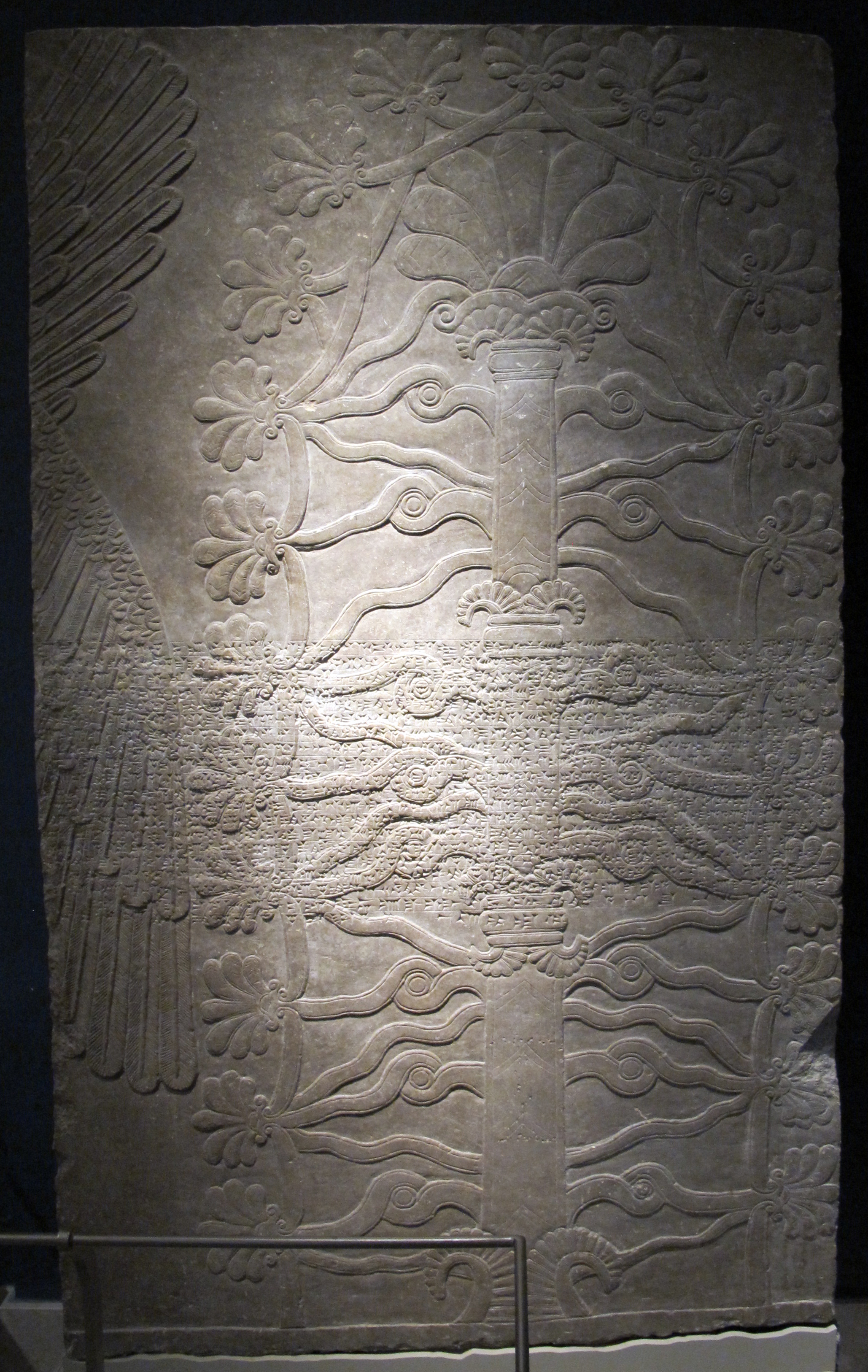
Árvore da vida assíria, dos painéis de Ninrude.

A árvore da vida assíria era representada por uma série de nós e linhas cruzadas. Aparentemente, ela era um importante símbolo religioso, muitas vezes representado em relevos de palácios assírios por gênios alados com cabeças humanas ou de águia, ou pelo rei, e abençoado ou fertilizado com balde e cone. Os assiriólogos não chegaram a um consenso quanto ao significado desse símbolo. O nome "Árvore da Vida" foi atribuído a ele por estudiosos modernos; ele não é usado nas fontes assírias. De fato, não se sabe de nenhuma evidência textual relacionada ao símbolo.

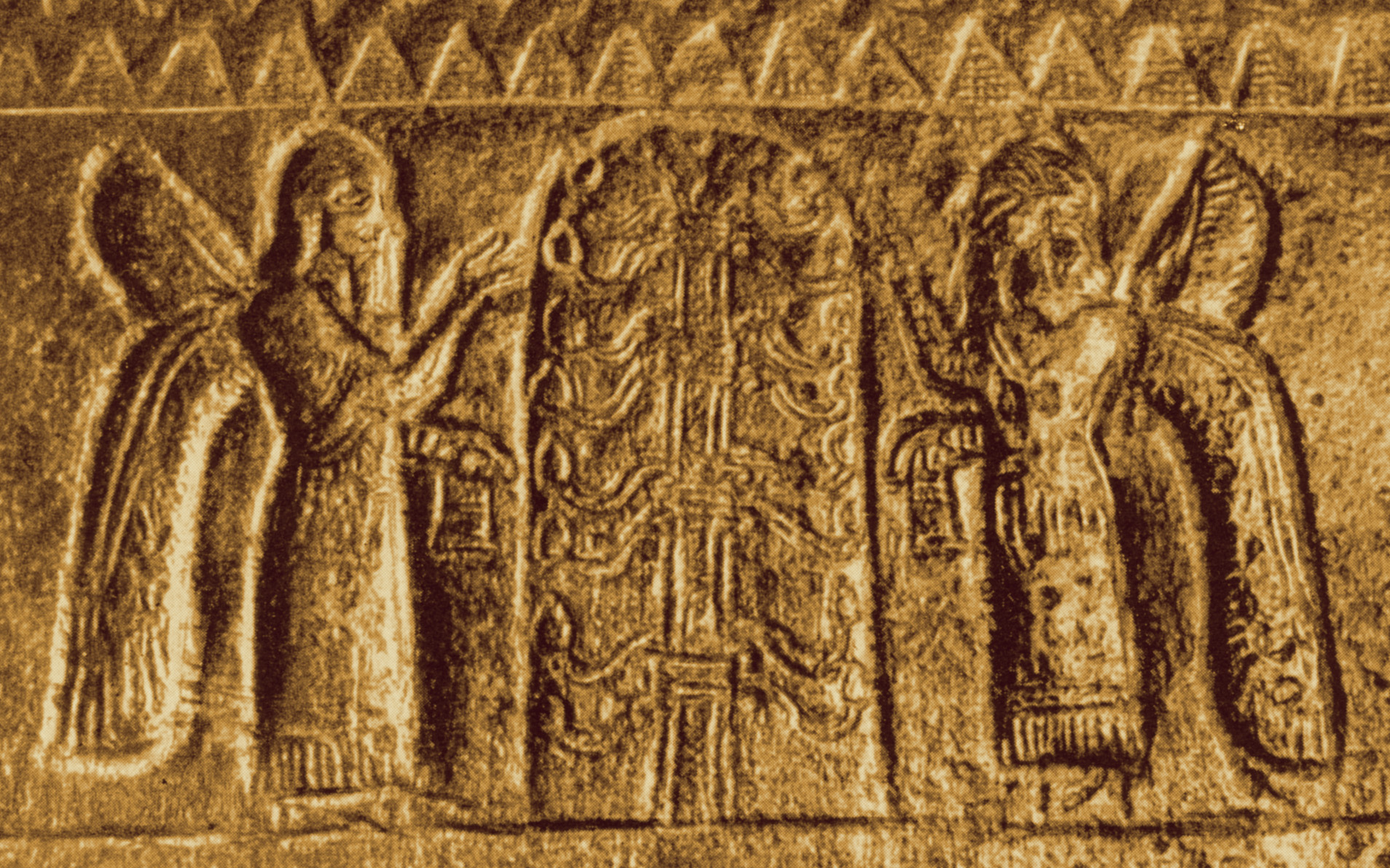
A árvore da vida urartiana

A Epopeia de Gilgamés é uma busca semelhante pela imortalidade. Na mitologia mesopotâmica, Etana procura uma "planta do nascimento" para lhe dar um filho. Isso tem uma sólida procedência da antiguidade, sendo encontrado em selos cilíndricos do Império Acádio (2390-2249 a.C.).

#### Urartu
Na antiga Urartu, a árvore da vida era um símbolo religioso e era desenhada nas paredes das fortalezas e esculpida na armadura dos guerreiros. Os galhos da árvore eram divididos igualmente nos lados direito e esquerdo do tronco, com cada galho tendo uma folha e uma folha no ápice da árvore. Os servos ficavam em cada lado da árvore com uma das mãos para cima, como se estivessem cuidando da árvore.

### Irã antigo

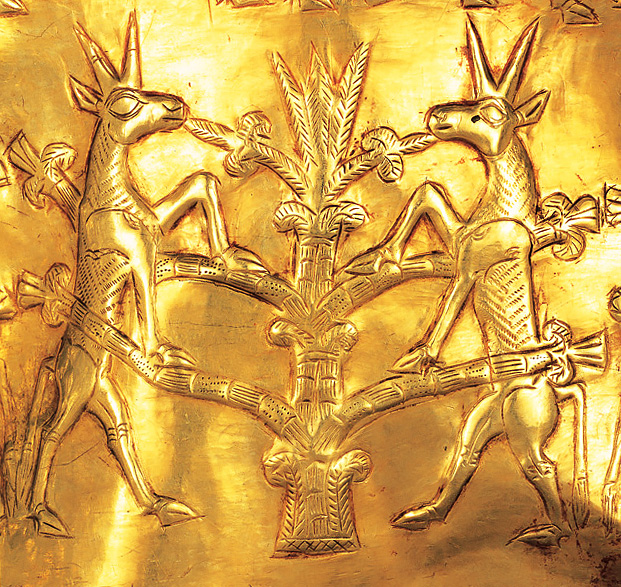
Árvore da vida em um rítão de Marlik, Irã, atualmente no Museu Nacional do Irã.

Na literatura avestana e na mitologia iraniana, há vários ícones vegetais sagrados relacionados à vida, à eternidade e à cura, como: Amesa Espenta Amordad (guardiã das plantas, deusa das árvores e da imortalidade), Gaokerena (ou Haoma branca), uma árvore cuja vivacidade atestaria a continuidade da vida no universo, Bas tokhmak (uma árvore com atributos medicinais, retentora de todas as sementes de ervas e destruidora da tristeza), Mashyа e Mashyane (pais da raça humana nos mitos iranianos), Barsom (brotos copados da romã, gaz ou Haoma que os zoroastrianos usam em seus rituais), Haoma (uma planta, hoje desconhecida, que era fonte de água potável sagrada), etc.
Gaokerena é um Haoma grande e sagrado plantado por Ahura Mazda. Ahriman (Ahreman, Angremainyu) criou um sapo para invadir a árvore e destruí-la, com o objetivo de impedir que todas as árvores crescessem na Terra. Como reação, Ahura Mazda criou dois peixes-caranguejo que olhavam para o sapo para proteger a árvore. Os dois peixes estão sempre olhando para o sapo e permanecem prontos para reagir a ele. Porque Ahriman é responsável por todo o mal, inclusive a morte, enquanto Ahura Mazda é responsável por todo o bem (inclusive a vida).
A Haoma é outra planta sagrada devido à bebida feita com ela. A preparação da bebida da planta por meio de batidas e a ingestão dela são características centrais do ritual zoroastriano. A Haoma também é personificada como uma divindade. Ele concede qualidades vitais essenciais - saúde, fertilidade, maridos para as donzelas e até mesmo a imortalidade. A origem da planta haoma terrestre é uma árvore branca e brilhante que cresce em uma montanha paradisíaca. Os ramos dessa haoma branca foram trazidos à Terra por pássaros divinos. A árvore é consideravelmente diversificada.
Haoma é a forma avéstica do sânscrito soma. A quase identidade dos dois em termos de significado ritual é considerada pelos estudiosos como uma característica marcante de uma religião indo-iraniana anterior ao Zoroastrismo.
Outra questão relacionada à mitologia antiga do Irã é o mito de Mashyа e Mashyane, duas árvores que foram os ancestrais de todos os seres vivos. Esse mito pode ser considerado um protótipo do mito da criação, no qual os seres vivos são criados por deuses (que têm forma humana).

### Mitologia chinesa

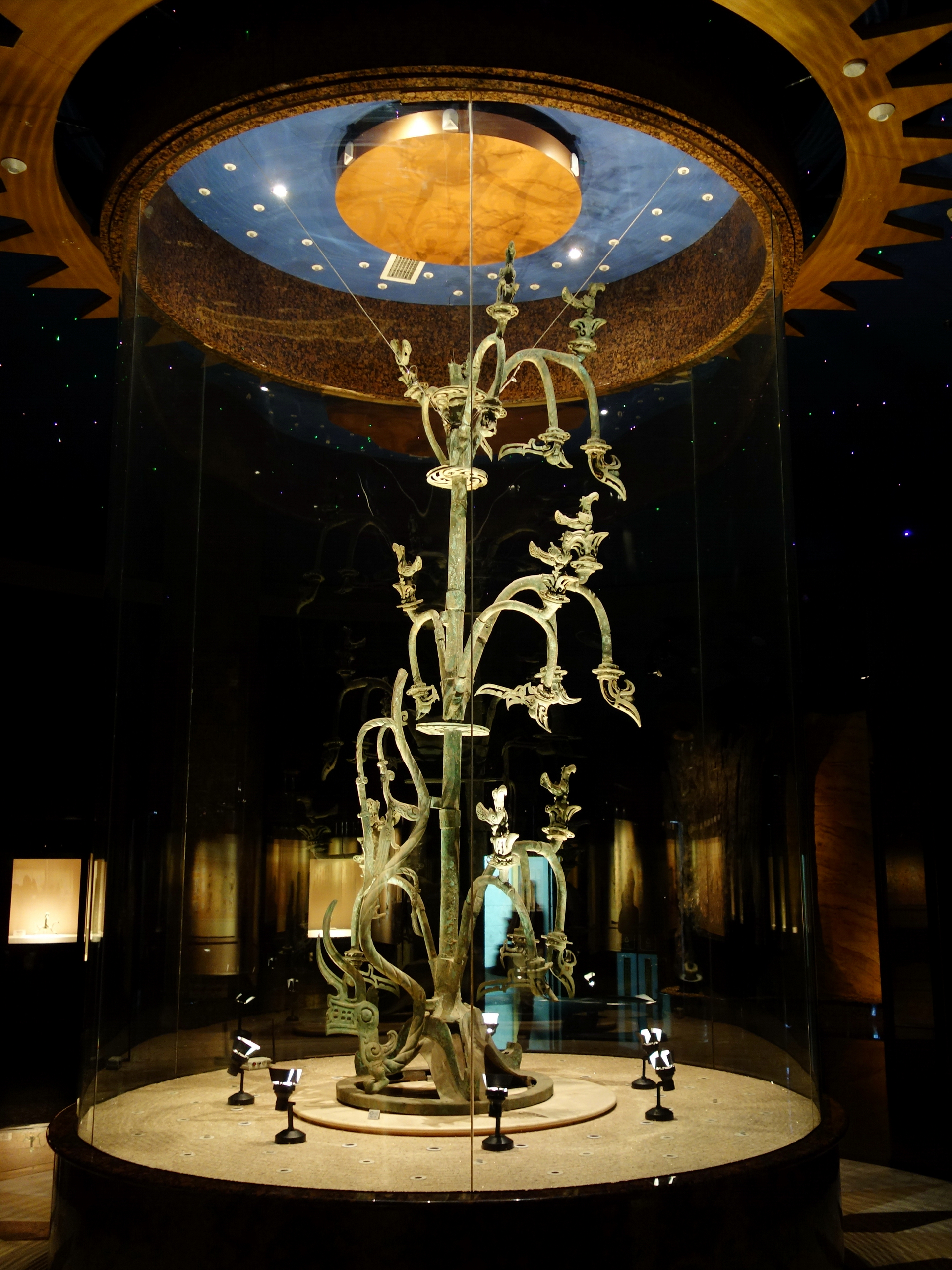
Árvore de bronze com pássaros, flores e ornamentos de Sanxingdui

Na mitologia chinesa, uma escultura de uma árvore da vida representa uma fênix e um dragão; o dragão geralmente representa a imortalidade. Uma história taoista fala de uma árvore que produz um pêssego da imortalidade a cada três mil anos, e quem come a fruta recebe a imortalidade.
Uma descoberta arqueológica na década de 1990 foi a de um poço de sacrifício em Sanxingdui, em Sujuão, China. Datada de cerca de 1200 a.C., ela continha três árvores de bronze, uma delas com 4 metros de altura. Na base havia um dragão e frutas penduradas nos galhos inferiores. No topo, uma criatura semelhante a um pássaro (fênix) com garras. Também encontrada em Sujuão, do final da dinastia Han (25 a 220 d.C.), há outra árvore da vida. A base de cerâmica é protegida por uma fera com chifres e asas. As folhas da árvore representam moedas e pessoas. No ápice, há um pássaro com moedas e o Sol.

### Cristianismo

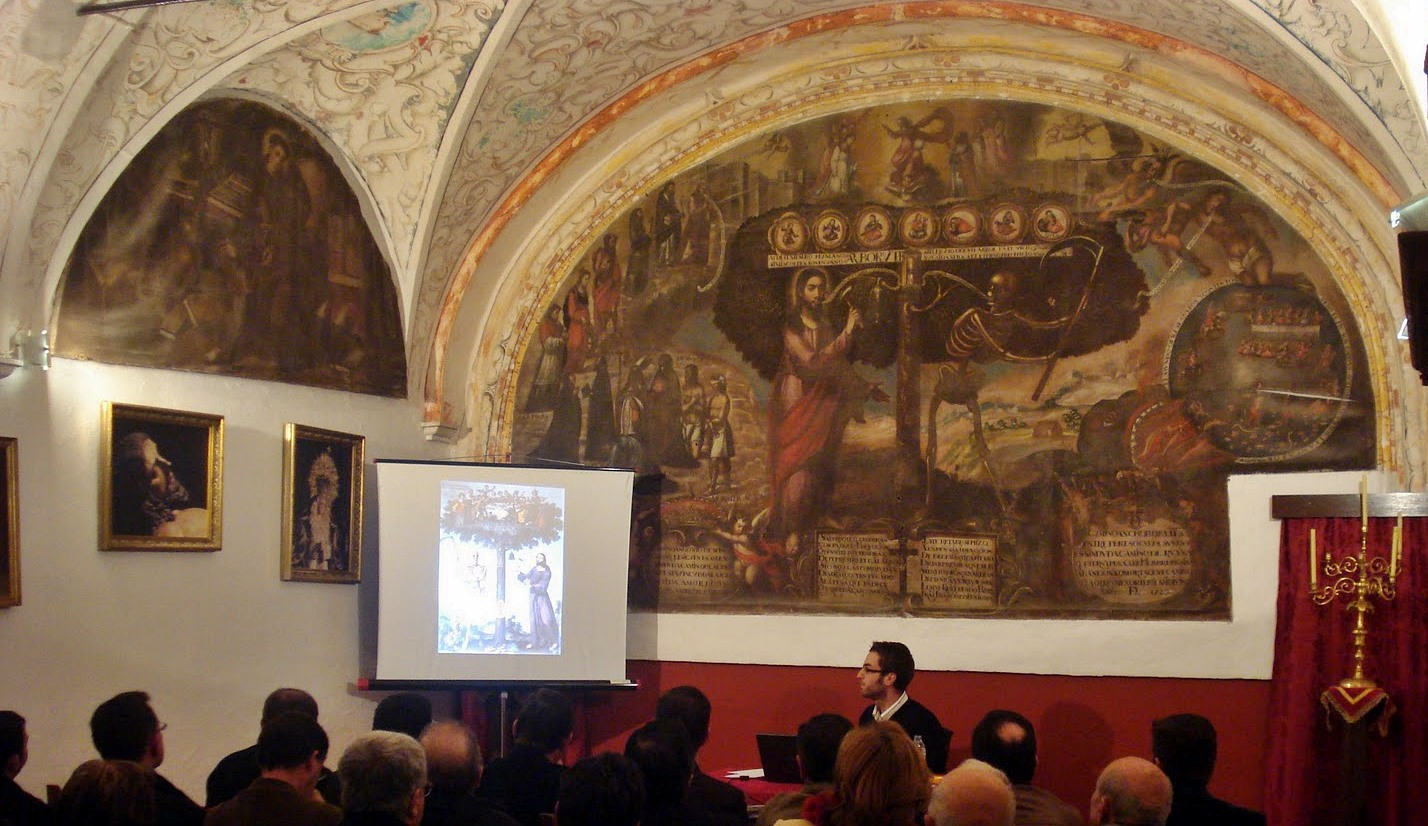
Pintura alegórica da Árvore da Vida na Igreja de São Roque de Arahal (Sevilha). Óleo sobre tela de autor anônimo. Datado de 1723.

A árvore da vida aparece pela primeira vez em Gênesis 2:9 e 3:22-24 como a fonte da vida eterna no Jardim do Éden, da qual o acesso é revogado quando o homem é expulso do jardim. Em seguida, ele reaparece no último livro da Bíblia, o Livro do Apocalipse, e mais predominantemente no último capítulo desse livro (Capítulo 22) como parte do novo jardim do paraíso. O acesso não é mais proibido, pois aqueles que "lavam suas vestes" (ou, conforme a variante textual na versão do Rei James, "aqueles que cumprem seus mandamentos") "têm direito à árvore da vida" (v.14). Uma declaração semelhante aparece em Apocalipse 2:7, onde a árvore da vida é prometida como recompensa para aqueles que vencerem. Apocalipse 22 começa com uma referência ao "rio puro da água da vida" que sai "do trono de Deus". O rio parece alimentar duas árvores da vida, uma "de cada lado do rio" que "dá doze tipos de frutos" "e as folhas da árvore eram para a cura das nações" (v. 1-2). Ou isso pode indicar que a árvore da vida é uma videira que cresce em ambos os lados do rio, como sugere João 15:1.
O Papa Bento XVI disse que "a cruz é a verdadeira árvore da vida". São Boaventura ensinou que o fruto medicinal da árvore da vida é o próprio Cristo. Santo Alberto Magno ensinou que a Eucaristia, o Corpo e o Sangue de Cristo, é o Fruto da Árvore da Vida. Agostinho de Hipona disse que a árvore da vida é Cristo:
Todas essas coisas representavam algo diferente do que eram, mas, mesmo assim, elas próprias eram realidades corporais. E quando o narrador as mencionou, ele não estava empregando linguagem figurada, mas dando um relato explícito de coisas que tinham uma referência futura que era figurada. Assim, a árvore da vida também era Cristo... e, de fato, Deus não queria que o homem vivesse no Paraíso sem que os mistérios das coisas espirituais lhe fossem apresentados em forma corpórea. Assim, nas outras árvores, ele recebia alimento, e nesta, um sacramento... Ele é corretamente chamado de tudo o que veio antes dele para significá-lo.
No Cristianismo oriental, a árvore da vida é o amor de Deus.

#### A Igreja de Jesus Cristo dos Santos dos Últimos Dias
A visão da árvore da vida é descrita e discutida no Livro de Mórmon. De acordo com o registro, a visão foi recebida em um sonho pelo profeta Leí e, mais tarde, em uma visão por seu filho Néfi, que escreveu sobre ela no Primeiro Livro de Néfi. A visão inclui um caminho que leva a uma árvore, cujo fruto simboliza o amor de Deus, com uma barra de ferro, que simboliza a palavra de Deus, ao longo do caminho, por meio da qual os seguidores de Jesus podem se agarrar à barra e evitar se desviar do caminho para poços ou águas que simbolizam os caminhos do pecado. A visão também inclui um grande edifício no qual os ímpios olham para os justos e zombam deles.
Diz-se que a visão simboliza o amor de Cristo e o caminho para a vida eterna e é uma história bem conhecida e citada pelos membros de A Igreja de Jesus Cristo dos Santos dos Últimos Dias. Um membro da Igreja refletiu que a visão é "uma das mais ricas, flexíveis e abrangentes peças de profecia simbólica contidas nas obras-padrão [escrituras]".

#### Gnosticismo de Nag Hammadi
Diferentes pontos de vista sobre a Árvore da Vida podem ser encontrados nos códices da biblioteca de Nag Hammadi, escritos pertencentes ao gnosticismo. Em Sobre a Origem do Mundo, diz-se que a Árvore da Vida está localizada ao norte do paraíso, proporcionando vida aos santos inocentes que sairão de seus corpos materiais durante o que é chamado de consumação da era. A cor da árvore é descrita como semelhante ao Sol, seus galhos são belos, suas folhas são semelhantes às do cipreste e seus frutos são como cachos de uvas brancas. Entretanto, no Livro Secreto de João, a Árvore da Vida é retratada de forma negativa. Suas raízes são descritas como amargas, seus galhos são a morte, sua sombra é o ódio, uma armadilha é encontrada em suas folhas, sua semente é o desejo e ela floresce na escuridão.

### Maniqueísmo

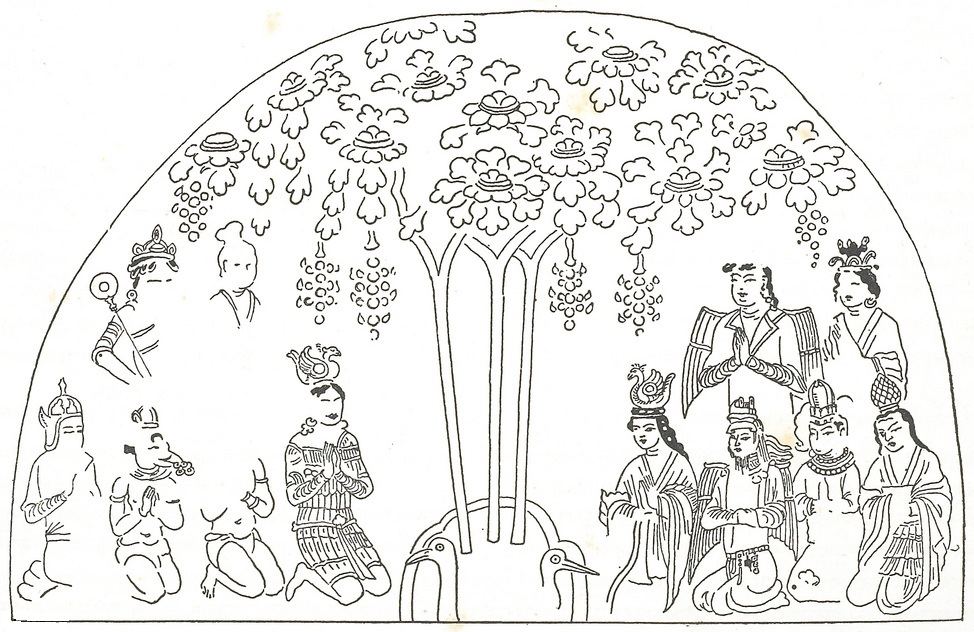
Maniqueístas adorando a Árvore da Vida no Reino da Luz. Meados do século IX - início do século XI.

Na religião gnóstica Maniqueísmo, a Árvore da Vida ajudou Adão a obter o conhecimento (gnose) necessário para a salvação e é identificada como uma imagem de Jesus.

### Europa
Na mitologia grega, Hera é presenteada por sua avó Gaia com um ramo de maçãs douradas, que são plantadas no Jardim das Hespérides de Hera. O dragão Ladão protege a(s) árvore(s) de todos os que querem levar as maçãs. As três maçãs douradas que Afrodite deu a Hipomene para distrair Atalanta três vezes durante a corrida a pé permitiram que ele ganhasse a mão de Atalanta em casamento. Embora isso não esteja especificado no mito antigo, muitos supõem que Afrodite colheu essas maçãs da(s) árvore(s) de Hera. Éris roubou uma dessas maçãs e gravou nela as palavras ΤΗΙ ΚΑΛΛΙΣΤΗΙ, "para a mais bela", criando assim a Maçã da Discórdia. Héracles recuperou três das maçãs como o décimo primeiro de seus Doze Trabalhos. O Jardim das Hespérides é frequentemente comparado ao Éden, as maçãs douradas são comparadas ao fruto proibido da árvore no Gênesis e Ladão é frequentemente comparado à serpente no Éden, e tudo isso é parte do motivo pelo qual o fruto proibido do Éden é normalmente representado como uma maçã na arte europeia, embora o Gênesis não nomeie nem descreva especificamente nenhuma característica do fruto.

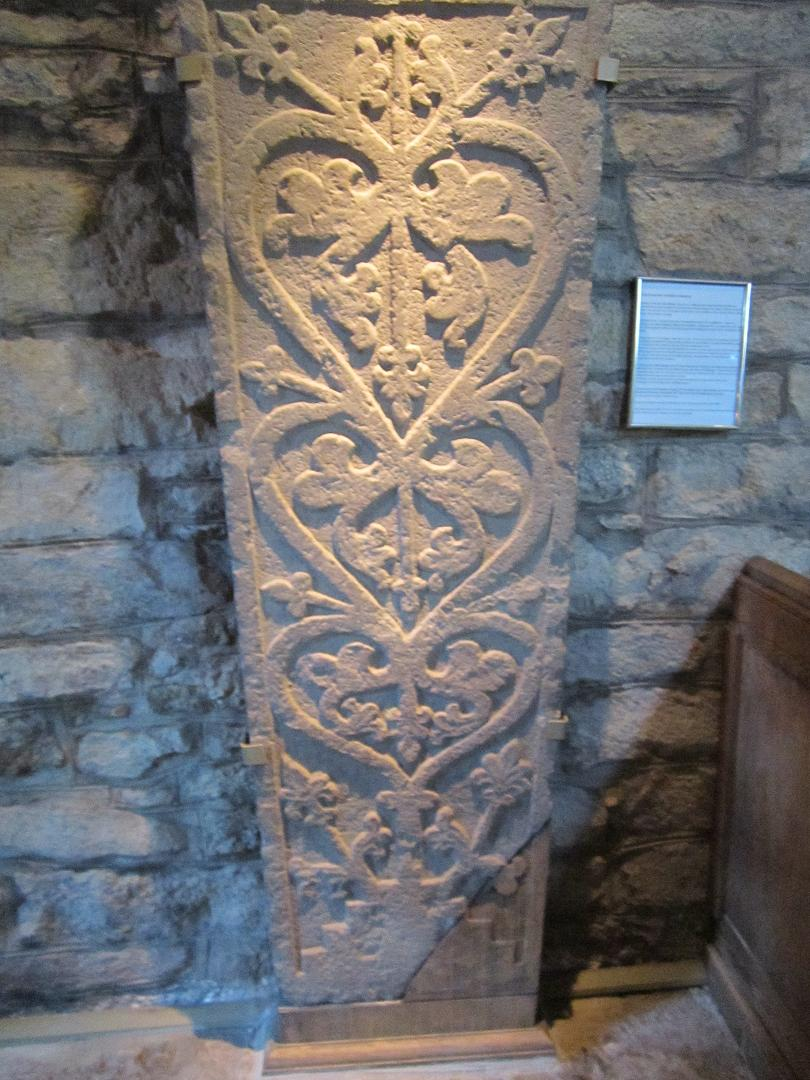
Escultura da árvore da vida do século XI em uma antiga igreja sueca.

No Dictionnaire Mytho-Hermetique (Paris, 1737), Antoine-Joseph Pernety, um famoso alquimista, identificou a árvore da vida com o Elixir da Vida e a Pedra Filosofal.
Em Eden in the East (1998), Stephen Oppenheimer sugere que uma cultura de adoração a árvores surgiu na Indonésia e foi difundida pelo chamado evento "Younger Dryas" de aproximadamente 10.900 a.C. ou 12.900 a.C., após o qual o nível do mar subiu. Essa cultura chegou à China (Sujuão), depois à Índia e ao Oriente Médio. Finalmente, a vertente fino-úgrica dessa difusão se espalhou pela Rússia até a Finlândia, onde o mito nórdico de Yggdrasil criou raízes.
O deus celta Lugo foi associado à versão celta da árvore da vida.

### Georgia
O Borjgali (georgiano: ბორჯღალი) é um antigo símbolo georgiano da árvore da vida.

### Paganismo germânico e mitologia nórdica
No paganismo germânico, as árvores desempenharam (e, na forma do paganismo reconstrutivo e do neopaganismo germânico, continuam a desempenhar) um papel de destaque, aparecendo em vários aspectos dos textos sobreviventes e possivelmente em nome de deuses.
A árvore da vida aparece na religião nórdica como Yggdrasil, a árvore do mundo, uma árvore maciça (às vezes considerada um teixo ou freixo) com uma extensa tradição em torno dela. Talvez relacionados à Yggdrasil, sobreviveram relatos de tribos germânicas que honravam árvores sagradas em suas sociedades. Os exemplos incluem o Carvalho de Thor, bosques sagrados, a árvore sagrada em Uppsala e o pilar de madeira Irminsul. Na mitologia nórdica, as maçãs da caixa de cinzas de Iduna proporcionam imortalidade aos deuses.

### Islã

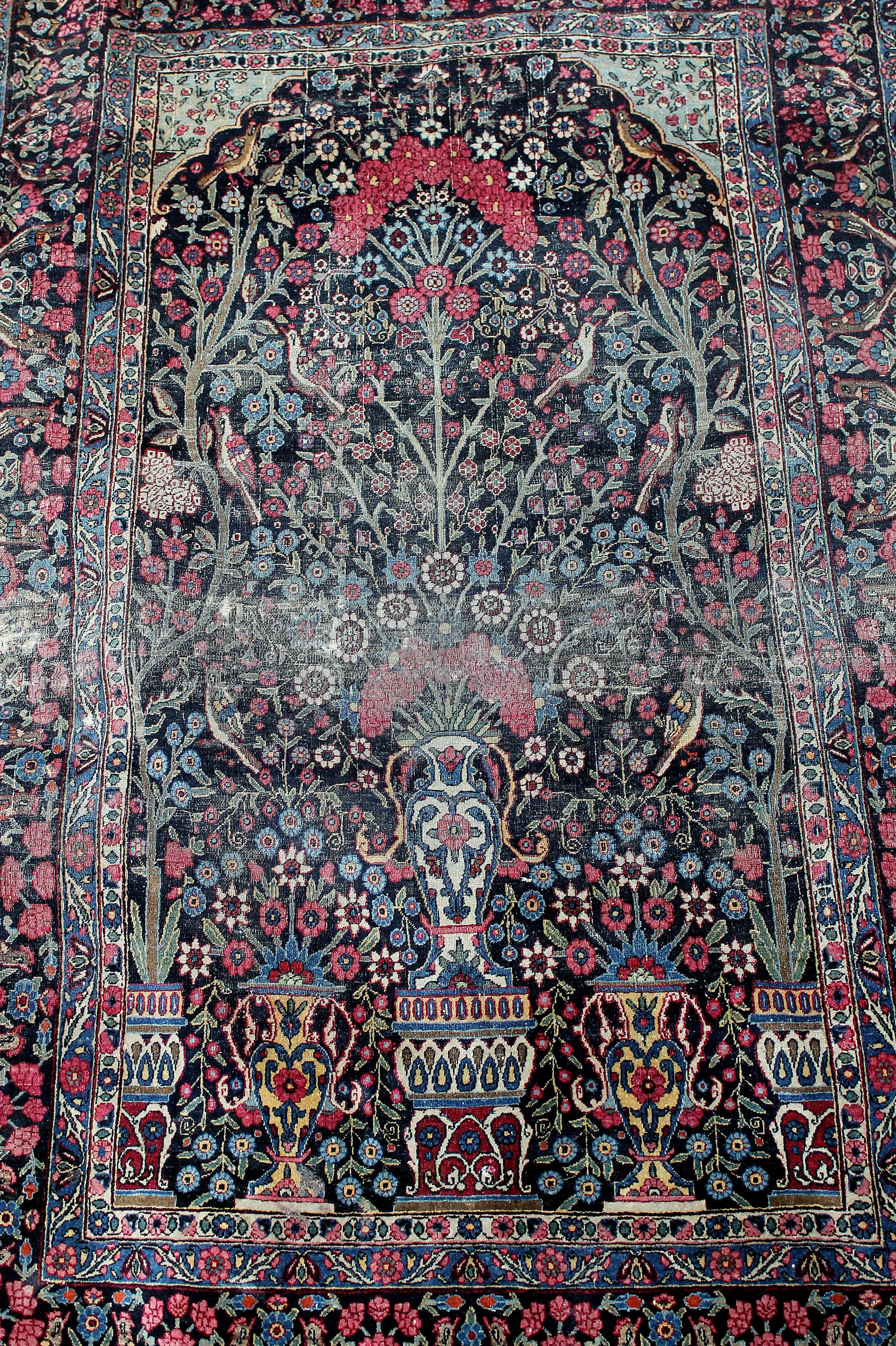
Tapete da árvore da vida.

A "Árvore da Imortalidade" (em árabe: شجرة الخلود) é o motivo da árvore da vida como aparece no Alcorão. Ele também é mencionado em hádices e tafsir. Ao contrário do relato bíblico, o Alcorão menciona apenas uma árvore no Éden, também chamada de árvore da imortalidade e da propriedade que não se decompõe, que Alá proibiu especificamente a Adão e Eva. A árvore no Alcorão é usada como exemplo de um conceito, ideia, modo de vida ou código de vida. Um bom conceito/ideia é representado como uma árvore boa e uma ideia/conceito ruim é representado como uma árvore ruim. Os muçulmanos acreditam que, quando Deus criou Adão e Eva, ele lhes disse que poderiam desfrutar de tudo no Jardim, exceto essa árvore (ideia, conceito, modo de vida), e assim, Satanás apareceu a eles e lhes disse que a única razão pela qual Deus os proibiu de comer dessa árvore é que eles se tornariam anjos ou começariam a usar a ideia/conceito de propriedade em conjunto com a herança, gerações após gerações, o que Iblis convenceu Adão a aceitar Os hádices também falam sobre outras árvores no céu. Quando comeram dessa árvore, sua nudez lhes apareceu e começaram a costurar, para se cobrirem, folhas do Jardim.
A árvore da vida na arquitetura islâmica é um tipo de padrão biomórfico encontrado em muitas tradições artísticas e é considerado qualquer padrão vegetal com uma origem ou crescimento claro. O padrão na Mesquita de Alazar, no mirabe do Cairo, uma variação arquitetônica fatímida exclusiva, é uma série de palmetas de duas ou três folhas com uma palmeta central de cinco folhas da qual o padrão se origina. O crescimento é para cima e para fora e culmina em uma flor semelhante a uma lanterna na parte superior do nicho, acima da qual há um pequeno anel. A curvatura do nicho acentua o movimento ondulante que, apesar de sua complexidade, é simétrico ao longo de seu eixo vertical. As representações de folhas de palmeira variadas sugerem o crescimento espiritual obtido por meio da oração, enquanto o movimento das folhas para cima e para os lados fala dos diferentes movimentos do adorador durante o salá.

#### Ahmadiyya
De acordo com o movimento indiano Ahmadiyya, fundado em 1889, a referência do Alcorão à árvore é simbólica; comer da árvore proibida significa que Adão desobedeceu a Deus.

#### Cabala

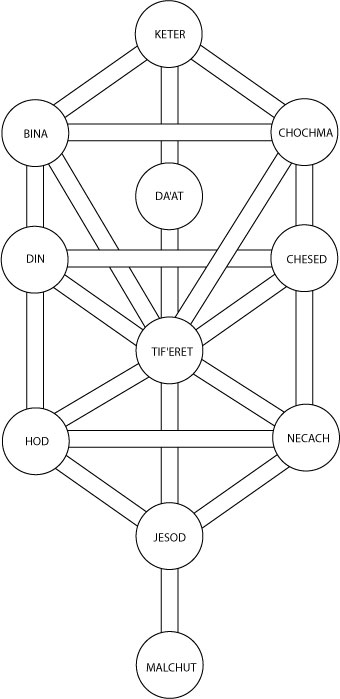
10 Sefirot da árvore da vida Cabala Judaica, por meio da qual o Ein Sof divino incognoscível manifesta a Criação. A configuração está relacionada ao homem.

### Turcos

A árvore da vida, como é vista na bandeira da Chuváchia, um estado turco da Federação Russa.